# Будучност (футбольный клуб, Банатски-Двор)
«Буду́чност» (серб. FК Budućnost) — сербский футбольный клуб из села Банатски-Двор в общине Житиште, в Среднебанатском округе автономного края Воеводина. Клуб основан в 1938 году, домашние матчи проводит на стадионе «Мирко Вучуревич», вмещающем 4 000 зрителей. Лучшим результатом команды является 8-е место в Первой лиге Сербии и Черногории в сезоне 2005/06.

## История
В сезоне 2003/04 клуб вышел в финале Кубка Сербии и Черногории, в котором уступил Црвене Звезде. В следующем сезоне команда дебютировала в еврокубках, где во втором квалификационном раунде Кубка УЕФА уступила словенскому Марибору. После окончания последнего чемпионате Сербии и Черногории «Буду́чност» объединилась с зренянинским «Пролетером», объединенная команда получила название «Банат». В 2011 году «Буду́чност» был вновь создан и заявлен и любительскую лигу Житиште.

## Выступления в еврокубках
| Сезон   | Турнир     | Раунд | Соперник | 1 матч | 2 матч | Итог  |
| ------- | ---------- | ----- | -------- | ------ | ------ | ----- |
| 2004/05 | Кубок УЕФА | 2 кв  | Марибор  | 1 : 2  | 1 : 0  | 2 : 2 |

- Домашние игры выделены жирным шрифтом

## Достижения
- Кубок Сербии и Черногории
  - Финалист: 2003/04
- Первая лига Сербии
  - Победитель: 2004/05

## Известные игроки
- см. Категория:Игроки ФК «Будучност» Банатски-Двор